# Крон, Александр Александрович
Александр Александрович Крон (настоящая фамилия Крейн, 30 июня [13 июля] 1909, Москва, Российская империя — 26 февраля 1983, Москва, СССР) — русский советский писатель, драматург, переводчик, мемуарист и педагог высшей школы. Член Союза писателей СССР.
В своих произведениях развивал проблемы формирования человеческих характеров в различные исторические периоды Советского государства — восстановления хозяйства, разрушенного в годы гражданской войны, защиты отечества в войне на уничтожение, построения бесклассового общества, социалистической индустриализации.

## Биография
Родился 30 июня (13 июля) 1909 года в Москве. Отец — композитор Александр Абрамович Крейн (1883—1951). Мать — Ита Менделевна Финкельштейн.
В годы Гражданской войны Саша находился в детском исправительном учреждении (школе-колонии при Биостанции юных натуралистов в Сокольниках), свои воспоминания о том времени положил в основу своей первой пьесы. Считается, что уже тогда определились основные черты героя произведений Крона — руководителя, и требующего с подчинённых дисциплину, и не подавляющего самостоятельность их мышления.
В 1930 году Александр Крон окончил филологическое отделение историко-филологического факультета МГУ. Ещё в студенческие годы за 20 дней написал пьесу «Винтовка № 492116», которая в 1930 году была поставлена и с успехом шла в Ленинграде. Студентом в числе 60 своих однокурсников по университету в летних военных лагерях оказался в группе с Мусой Залиловым (Мусой Джалилем).
В 1930—1931 годах Крон жил в Баку, впоследствии написал пьесу о жизни бакинских нефтяников «Глубокая разведка» (1941), во время работы над пьесой выезжал на нефтяные местарождения в Азербайджане.
В 1935 году одной из своих первых пьес — «Трус» (о первой русской революции) — Крон привлёк внимание руководителей МХАТ.
В беседе с журналистом и переводчиком Леонидом Владимировым Крон утверждал, что является «фактическим автором» знаменитой детской повести «Старик Хоттабыч», увидевшей свет в 1938 году. По его словам, первоначальный вариант, написанный Лазарем Лагиным понравился руководству «Детгиза» оригинальной идеей, но написан был плохо. Рукопись показали молодому Крону и предложили отредактировать, а тот согласился, ибо нуждался в деньгах, и в результате переписал её практически полностью.
В 1939 году Крон вступил в ВКП(б). В годы Великой Отечественной войны был инструктором политотдела, редактором многотиражки бригады подводных лодок, инструктором и военным корреспондентом политуправления Балтийского флота. Служил в Кронштадте, редактировал многотиражную газету соединения подводных лодок «Дозор». Принимал участие в военно-морских операциях. В соавторстве с Вс. Вишневским и Вс. Азаровым написал пьесу «Раскинулось море широко», премьера прошла 7 ноября 1942 года в единственном тогда работавшем в осаждённом Ленинграде Театре музыкальной комедии. С началом наступления советских войск выезжал в Таллин, совместно с Вс. Азаровым писал с фронта «Бои на Сааремаа», был на Моонзундских островах, на Одере.
В 1943 году МХАТом была поставлена пьеса Крона «Глубокая разведка», признанная событием в театральной жизни военной и послевоенной Москвы, критика отметила талант автора, режиссуру М. Н. Кедрова и актёрское мастерство В. О. Топоркова, В. Н. Поповой, М. И. Прудкина, М. П. Болдумана, В. В. Белокурова и даже занятых в эпизодических ролях, художника (впервые работавшего во МХАТе) В. Е. Татлина, нашедшего для декораций яркий колорит местности как на реальных нефтепромыслах Азербайджана, необычайно точно создавшего театральные конструкции и выставившего освещение; И. М. Москвин после генеральной репетиции спектакля объявил, что теперь спокоен за будущее МХАТа. Ещё в апреле 1945 году на сцене своего филиала МХАТ представил новую пьесу Крона — «Офицер флота», её поставили Н. М. Горчаков и И. М. Раевский, декорации выполнил Н. П. Акимов, в главной роли был занят М. П. Болдуман, последней ролью Москвина стал контр-адмирал Белобров. В пьесе, герои которой живут в обстановке осаждённого города, поднимались вопросы долга, чести, личной ответственности, дружбы. Постановка готовилась долго и трудно, возникали противоречия автора, не терпевшего никаких изменений своего текста, режиссёров и руководившего постановкой Н. П. Хмелёва. Увы, сценическая жизнь пьесы «Офицер флота» оказалась не столь долговечна, представления прошли 193 раза.
К событиям военного времени возвращался в своих произведениях и позже, писал о героях-подводниках П. Грищенко, А. Лебедеве, С. Лисине, А. Маринеско, А. Матиясевиче, Е. Осипове: «Из балтийских дневников», «Как я стал маринистом», «Алексей Лебедев», «Кронштадтские встречи». Военные образы обрели новую жизнь в большом романе «Дом и корабль», оконченном в 1964 году.
Много сотрудничая с театром, Крон некоторые свои образы писал специально под конкретных артистов, так роль фотокорреспондента Ларисы Венцовой из пьесы «Кандидат партии» была
специально предназначена Евгении Церебилко.
Во время войны с Японией был командирован на Тихий океан.
После войны преподавал в Литературном институте. Одним из первых заметил дарование В. С. Розова. В собственном творчестве выступил против утвердившейся в те годы «теории бесконфликтности», в пьесе «Кандидат партии» (1950) вывел мировоззренческий конфликт между мещански-потребительским и творческим отношением к труду. Тогда в защиту Крейна выступил А. Фадеев. Позднее (1956) публикация в альманахе «Литературная Москва» «Заметки писателя»; как и вошедшие в альманах рассказы А. Яшина, Ю. Нагибина, Н. Жданова были осуждены «как идейно порочные» («Московский литератор», 1957. 26 дек.).
Выпустил книгу очерков о путешествии в Индонезию «На ходу и на якоре» (1961). Выступил как переводчик, переведя пьесы Анны Броделе «Новоселы» и «Учитель Страуме», и как мемуарист, оставив воспоминания об Ольге Берггольц, Александре Твардовском, Эммануиле Казакевиче, Всеволоде Иванове, Юрии Крымове, режиссёре Фёдоре Каверине, артисте Михаиле Астангове и других современниках. Опубликовал рассуждения о Льве Толстом. Написал автобиографическую статью «Моя анкета» (1961).
В конце 1970-х, отойдя от флотской темы, в которой был одним из двух основных авторов наряду со Штейном (естественно, что их называли «кронштейн»), Крон опубликовал «интеллектуальный» роман о жизни учёных «Бессонница» — «точную вещь о пороках советского мышления», вставшую в ряд с романами Грековой «Кафедра» (1978), Каверина «Двухчасовая прогулка» (1978), Рыбакова «Лето в сосняках» (1964), а также с фильмом 1982 года режиссёра Лонского «Летаргия» (с проблематикой сна и постепенного пробуждения советской культуры).

Могила на Кунцевском кладбище

В конце жизни тяжело болел, перенёс три инфаркта.
Александр Александрович Крон умер 26 февраля 1983 года и был похоронен на 10 участке Кунцевского кладбища Москвы.

## Отзывы о творчестве
По мнению Вольфганга Казака «Заметки писателя» Крона (1956) сохраняют своё значение для понимания советской литературной ситуации, автор разоблачал в них такие негативные положения, как цензурные ограничения, бюрократизм, предписанность репертуара, влекущие за собой подавление творческой инициативы в театральной работе. В своих театроведческих произведениях Крон разбирал вопросы перевоспитания и самовоспитания личности в обществе, приводил примеры строгой партийной дисциплины в среде русских революционеров начала XX века, обсуждал этические вопросы чести и долга, психологически углублялся в производственную тему, в том числе отношения, сотрудничество и конфликты в среде научных работников. Высказанные им суждения подвергались критике Борисом Лавренёвым, Николаем Погодиным и другими. Позднее Дмитрий Быков приписывал Крону приверженность одной и довольно лёгкой, и довольно удобной в советские времена, теме военно-морского флота, в которой писатель проявил себя профессионально мастеровитым, но, по их мнению, безнадёжным ремесленником, пьесы которого, «чудовищно ходульные», «не пережили своего времени».
Друг писателя Израиль Меттер отмечал предельную честность Александра Крона, как в общении, так и в творчестве: в то время как другие писатели могли в своих произведениях высказывать точки зрения, отличные от их собственных, Крон был лишён подобной двоякости и писал ровно то, что он думал и чувствовал. Вдобавок, писатель не занимался «угадыванием современности», а скорее «открывал» её и, таким образом, всегда оставался современным писателем. Также Меттер отмечал его самоотверженность и преданность своему делу: уже перенеся три инфаркта тяжело больной Крон в первую очередь боялся, что не сможет работать. Подобное мнение высказывал и Владислав Шошин, по словам которого для писателя было характерно вживание и «вчитывание» в затронутый им материал. Так, работая над романом «Глубокая разведка», Крон прочитал немало специальной технической литературы по теме.

## Награды

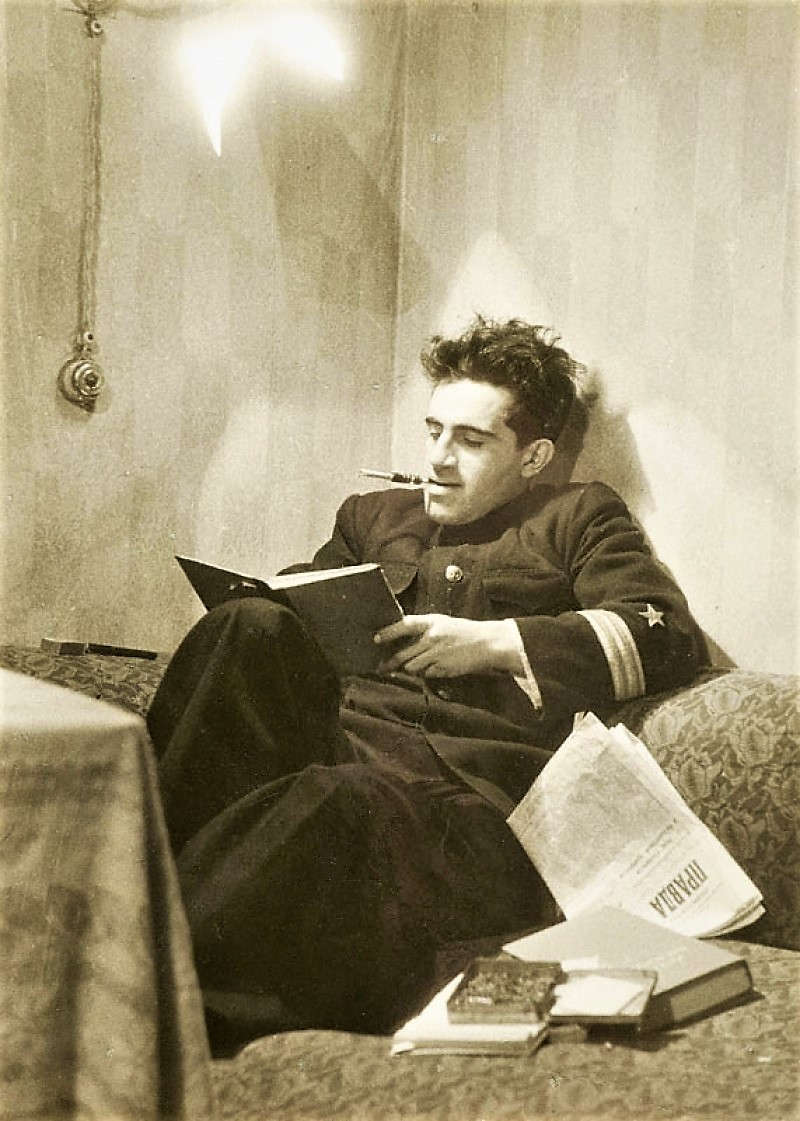
Редактор многотиражки «Дозор» политрук А. А. Крейн. Фото С. Струнникова. 1942

- два ордена Трудового Красного Знамени (23.7.1969; 12.7.1979)[22][23]
- орден Красной Звезды (18.7.1944)[15]
- медали, в том числе «За оборону Ленинграда»[24], «За боевые заслуги», «За победу над Германией в Великой Отечественной войне 1941—1945 гг.», «За победу над Японией»[15]

## Сочинения
- Собрание сочинений в 3-х томах. — М.: Художественная литература, 1990—1991.
- Избранные произведения в 2-х томах. — М.: Художественная литература, 1980.

### Пьесы
- 1931 — «Винтовка № 492116» (перевоспитание группы подростков-беспризорников)
- 1936 — «Трус» (о революции 1905 года)
- 1937 — «Наше оружие»
- 1946 — «Глубокая разведка» (производственная пьеса)
- 1942 — «Раскинулось море широко…» (музыкальная комедия, в соавторстве с В. Вишневским и В. Азаровым)
- 1944 — «Офицер флота»
- 1945 — «Второе дыхание»
- 1950 — «Кандидат партии»

### Романы
- 1965 — «Дом и корабль»
- 1977 — «Бессонница» (отд. изд. — 1979)

### Малая проза
- 1961 — «На ходу и на якоре», очерки
- 1969 — «Вечная проблема», очерки
- 1984 — «Капитан дальнего плавания», повесть рассказывающая о моряке-подводнике Александре Ивановиче Маринеско[25]

### Статьи
- В. Кетлинская. «Глубинное течение» // Литературная газета. — 1964. — 28 ноября.
- Меттер И. Александр Александрович Крон // «Вопросы литературы» : журнал. — 1986. — № 8. — С. 195—204.

### Книги
- Крон Александр Александрович // Краткая литературная энциклопедия / Гл. ред. А. А. Сурков. — М., 1966. — Т. 3.
- Музыкальная энциклопедия / Гл. ред. Ю. В. Келдыш. — М.: Советская энциклопедия, 1976. — Т. 3. — С. 31—32. — 1102 с.
- Лексикон русской литературы XX века = Lexikon der russischen Literatur ab 1917 / В. Казак ; [пер. с нем.]. — М. : РИК «Культура», 1996. — XVIII, 491, [1] с. — 5000 экз. — ISBN 5-8334-0019-8.
- Писатели Москвы — участники Великой Отечественной войны. — М., 1997. — С. 241.
- Крон Александр Александрович // Русская литература XX века. Прозаики, поэты, драматурги / РАН, ИРЛИ (Пушкинский Дом) ; под ред. Н. Н. Скатова. — М.: ОЛМА-ПРЕСС Инвест, 2005. — Т. 3. — С. 319—321. — ISBN 5-94848-211-1.
- Великая Отечественная война 1941—1945: энциклопедия / Гл. ред. М. М. Козлов. Редколлегия: Ю. Я. Барабаш, П. А. Жилин (зам. гл. ред.), В. И. Канатов (отв. секретарь) и др. — М.: Сов. энциклопедия, 1985. — 832 с.